# Kostel svatého Klimenta (Levý Hradec)
Kostel sv. Klimenta na Levém Hradci je římskokatolický filiální kostel roztocké farnosti. Stojí na místě nejstaršího křesťanského kostela v Čechách, založeného prvním historicky doloženým českým knížetem Bořivojem v první polovině 80. let 9. století. Z románské rotundy, která nahradila původní dřevěný kostel, se zachovaly pouze základy pod dnešní barokní lodí ze 17. století. Kolem kostela se nachází hřbitov, založený v 11. století. Kostel je spolu s hradištěm chráněn jako kulturní památka.

## Poloha
Kostel se nachází na výšině přibližně v centru akropole hradiště Levý Hradec. Ze Žalova, místní části Rostok, je přístupný Levohradeckou ulicí, ústící na Levohradeckém náměstí. To se nachází přímo naproti jižní fasádě kostela. Ten je na všech stranách obklopený hřbitovní zdí.

## Historie kostela
Podle latinské Kristiánovy legendy založil kostel, zasvěcený svatému Klimentovi, kníže Bořivoj I., první historicky doložený kníže z rodu Přemyslovců. Mělo se tak stát po té, co se vrátil z Moravy, kde přijal křest z rukou tamního biskupa Metoděje. Přesné datum založení není známo, ale předpokládá se, že výstavba proběhla mezi roky 882 a 884, kdy zřejmě Bořivoj přesídlil na Pražský hrad a založil tam kostel Panny Marie. Po dokončení levohradeckého kostela ho nechal zasvětit sv. Klimentovi, Apoštolskému Otci a čtvrtému římskému biskupovi, jehož ostatky přivezli na Moravu Cyril a Metoděj.
Roku 982 zde byl zvolen druhým českým biskupem sv. Vojtěch.
Během opravy kostela v letech 1939–1941 objevil a prozkoumal archeolog Ivan Borkovský základy rotundy s kruhovou lodí a podkovovitou apsidou. Již brzy po tomto objevu začala diskuze, zda se jedná o původní podobu kostela, tak jak měl vzniknout na konci 9. století. Dnes je na základě studie Petra Sommera o základovém kameni přijímána jako doba vzniku archeologicky prozkoumané rotundy nejdříve 11. století. Skutečnost pozdějšího založení podporuje i fakt, že okolo kostela se začalo pohřbívat až v této době, předtím bylo obyvatelstvo pohřbíváno mimo hradby v místech dnes zničených žalovskou cihelnou. V otázce původní podoby kostela se proto uvažuje o možnosti dřevěné stavby.
Na konci 13. století byl na místě románské apsidy postaven gotický presbytář, jehož klenba byla zřejmě ve 14. století zvýšena a opatřena freskami. Roku 1656 se k jižní stěně presbytáře přistavěla zvonice. V letech 1675–1684 byla zbořena okrouhlá část románské rotundy a místo ní postavena stávající loď. Ve 20. letech 20. století se přistavěla sakristie.

## Interiér

### Vybavení
V presbytáři stojí původní oltářní menza. Pod kruchtou jsou figurální náhrobníky Davida Boryně ze Lhoty (1591), Ludmily z Říčan, manželky Václava Boryně ze Lhoty (1586), Žofie z Nečtin, druhé manželky Václava Boryně (1608), a konečně dva další už neurčitelné dětské náhrobníky. Zvon ve věži, odlitý pražským zvonařem Loewem, pochází z roku 1660, varhany byly vyhotoveny v roce 1884.
V letech 1992–1997 proběhlo restaurování fresek v presbytáři, přičemž bylo třeba odstranit všechen barokní mobiliář z 18. století. Presbytář tak získal autentickou gotickou podobu. Mobiliář převzalo roztocké muzeum. Šlo o hlavní oltář s obrazem sv. Klimenta, postranní oltáře svatého Štěpána a svatého Vavřince a rokoková kazatelna.

### Nástěnné malby
Zřejmě na konci 13. století byl k rotundě přistavěn nový presbytář. Někdy koncem 80. let 14. století byl vyzdoben nástěnnými malbami. Jejich časové zařazení do doby Václava IV. lze odvodit podle jejich slohového charakteru. Lze na nich sledovat ohlas díla Mistra Třeboňského oltáře, postavy jsou zahaleny do dobových draperií, kostýmů a mají špičaté boty, které se v té době nosily. Hlavními náměty maleb jsou mariánský a christologický cyklus. V klenebních polích zobrazili umělci anděly, evangelisty, starozákonní proroky a církevní otce. Fresky obsahují některá zobrazení, která jsou z ikonografického pohledu jedinečná. Malby byly objeveny v 19. století, ale opět zakryty vápenným nátěrem. Roku 1939 byly odkryty a nevhodně restaurovány malířem Maxmiliánem Duchkem. U některých z nich se nenávratně změnil jejich kolorit. V letech 1992–1997 je restaurovala Zlatica Dobošová.

## Hřbitov
V průběhu 19. století se začal hřbitov rozšiřovat směrem na sever. Ve 30. letech 20. století došlo k jeho dalšímu rozšíření severním směrem, čímž vznikl tzv. nový hřbitov. Na hřbitově je pochováno několik významných osobností: pediatr Josef Švejcar, teolog Zdeněk Kučera, zpěvák a skladatel Ladislav Kantor, komik Miloslav Šimek, chemik Bohuslav Brauner, překladatel Jaroslav Zaorálek s manželkou, sochařkou Hedvikou Zaorálkovou či atleti a sourozenci Tomáš a Stanislav Jungwirthové. Na novém hřbitově se rovněž nachází kamenný obelisk z roku 1947, postavený nad hromadným hrobem jedenácti obětí pochodu smrti, které zde zahynuly na konci dubna 1945.
Jsou zde pochovaní rovněž Jan Felkl (1817–88) a jeho syn Ferdinand, kteří v Roztokách založili a vedli po celé Evropě proslulou firmu na výrobu glóbů. Z dalších osobností to je majitel roztockého panství Bohuslav Lederer s manželkou Josefou a legionář a odbojář Josef Průša (1896-1943).

## Galerie

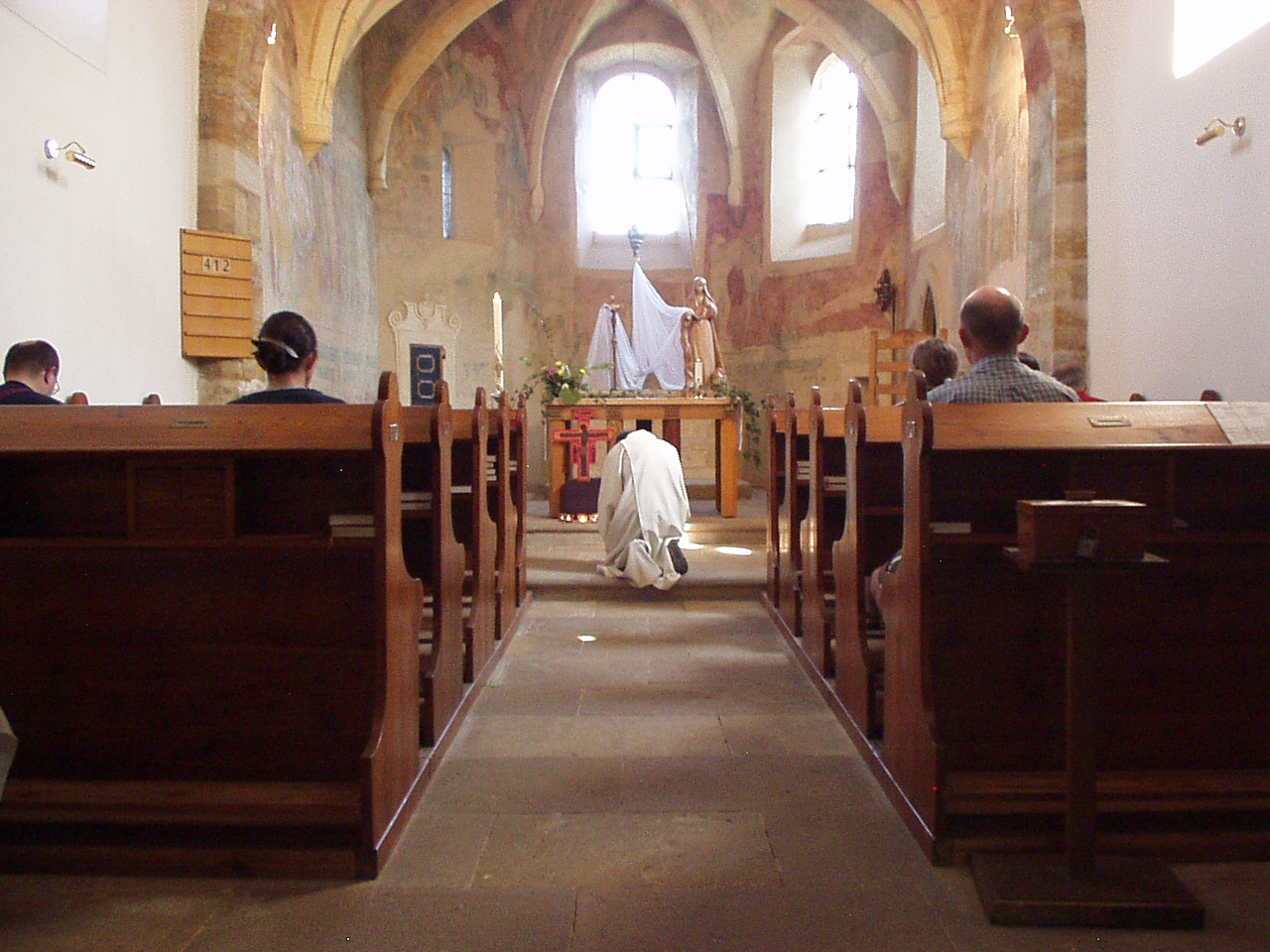
Interiér kostela
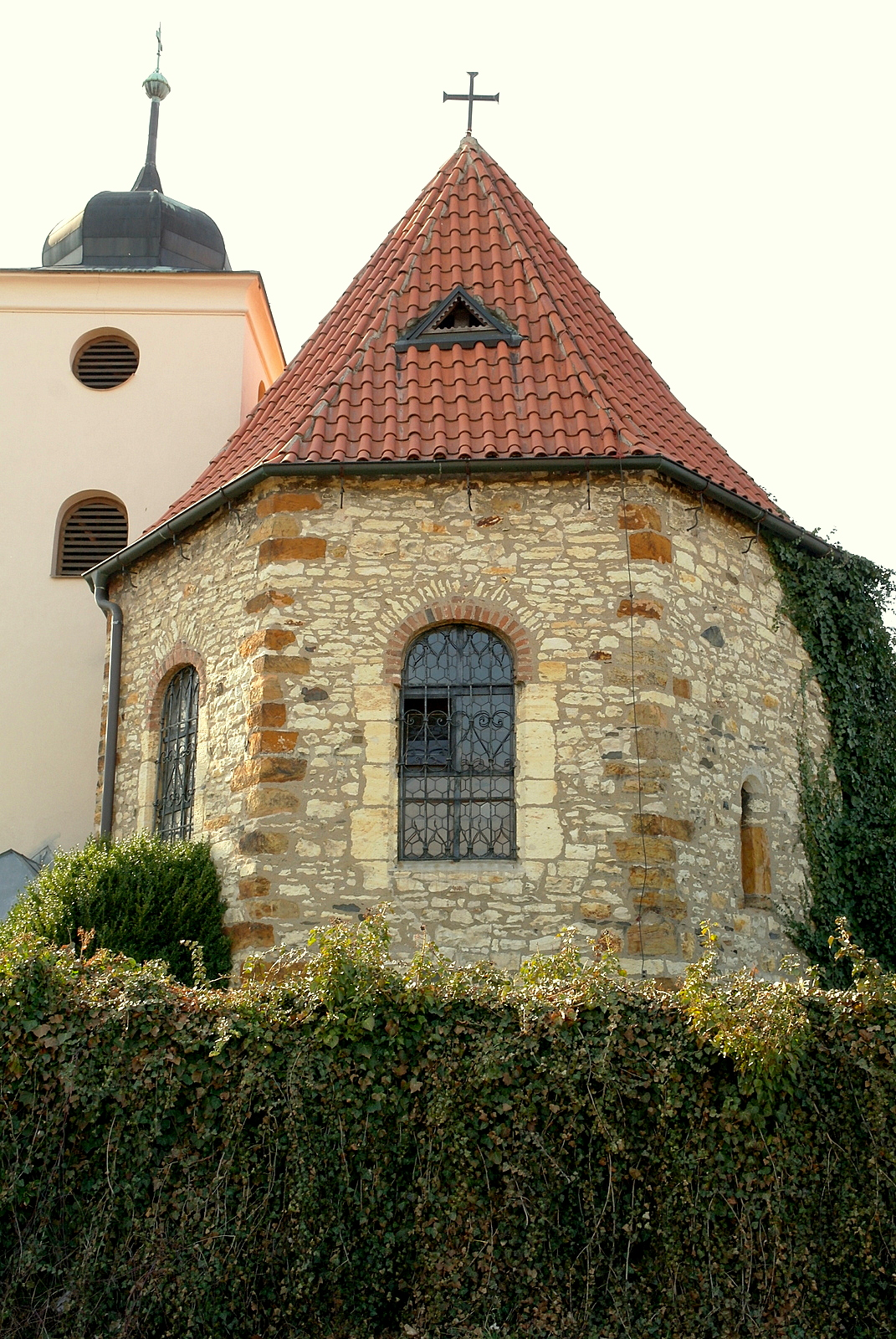
Presbytář kostela, vpravo románské okénko
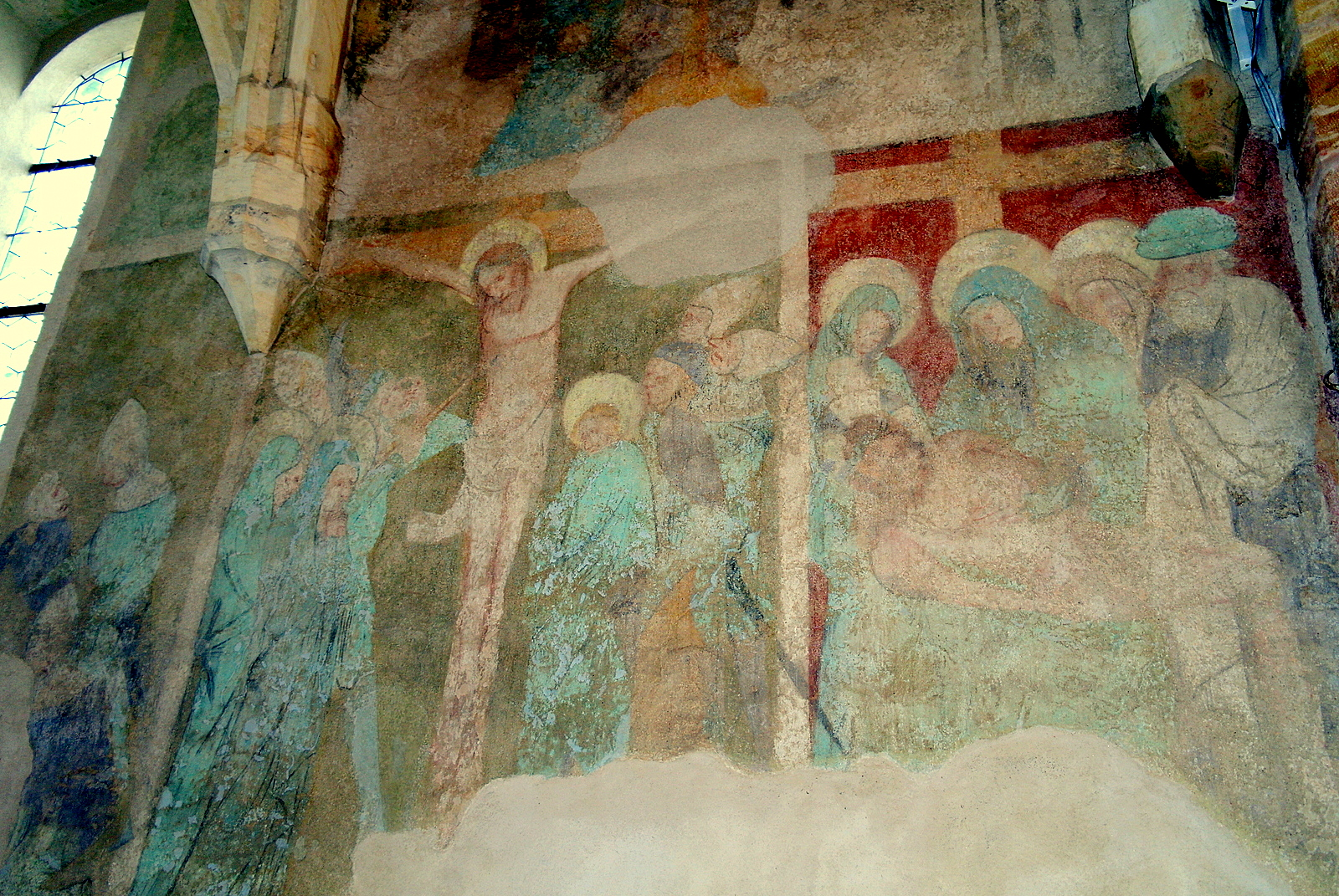
Freska Ukřižování na evangelijní straně presbytáře
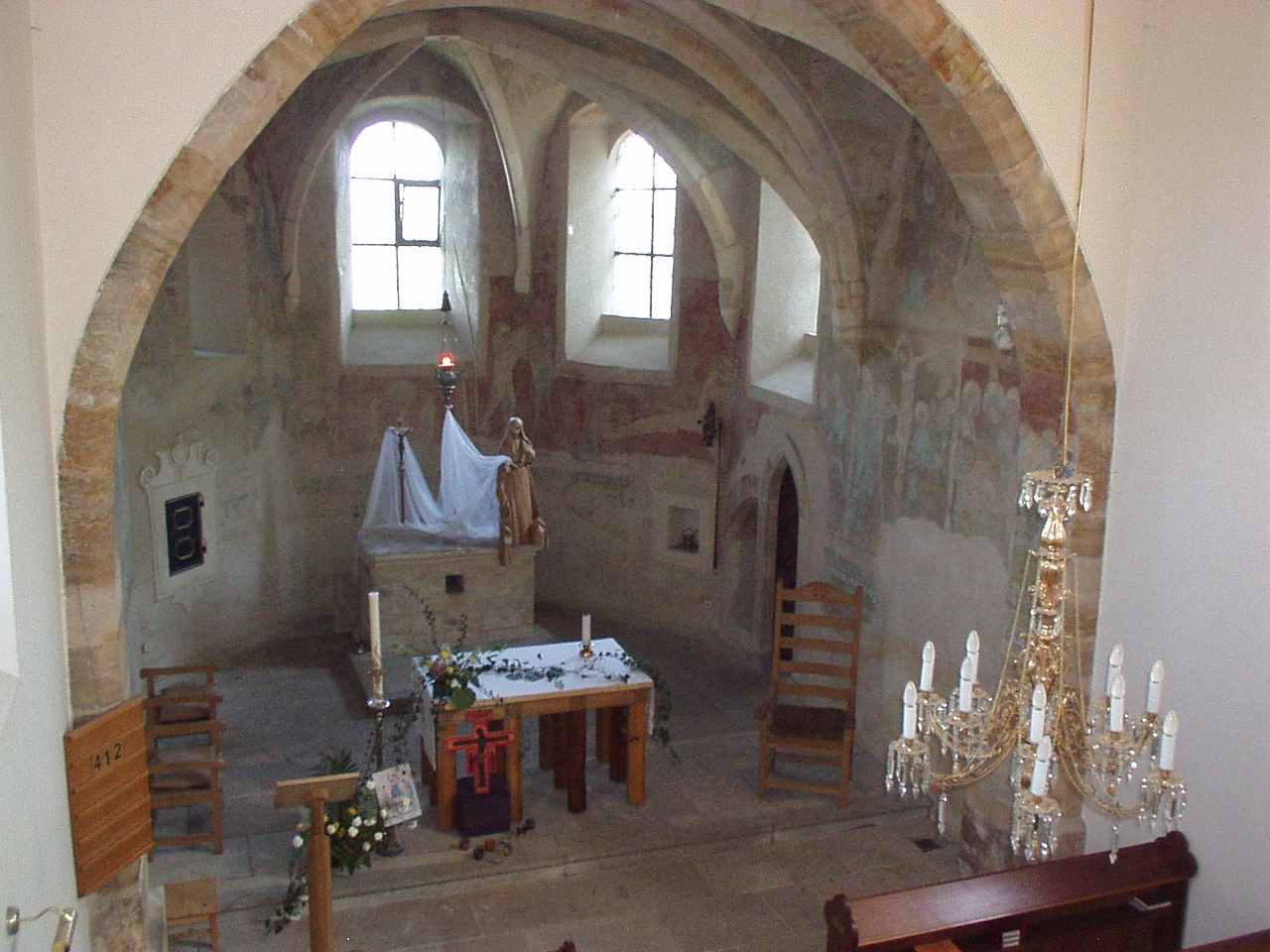
Kněžiště
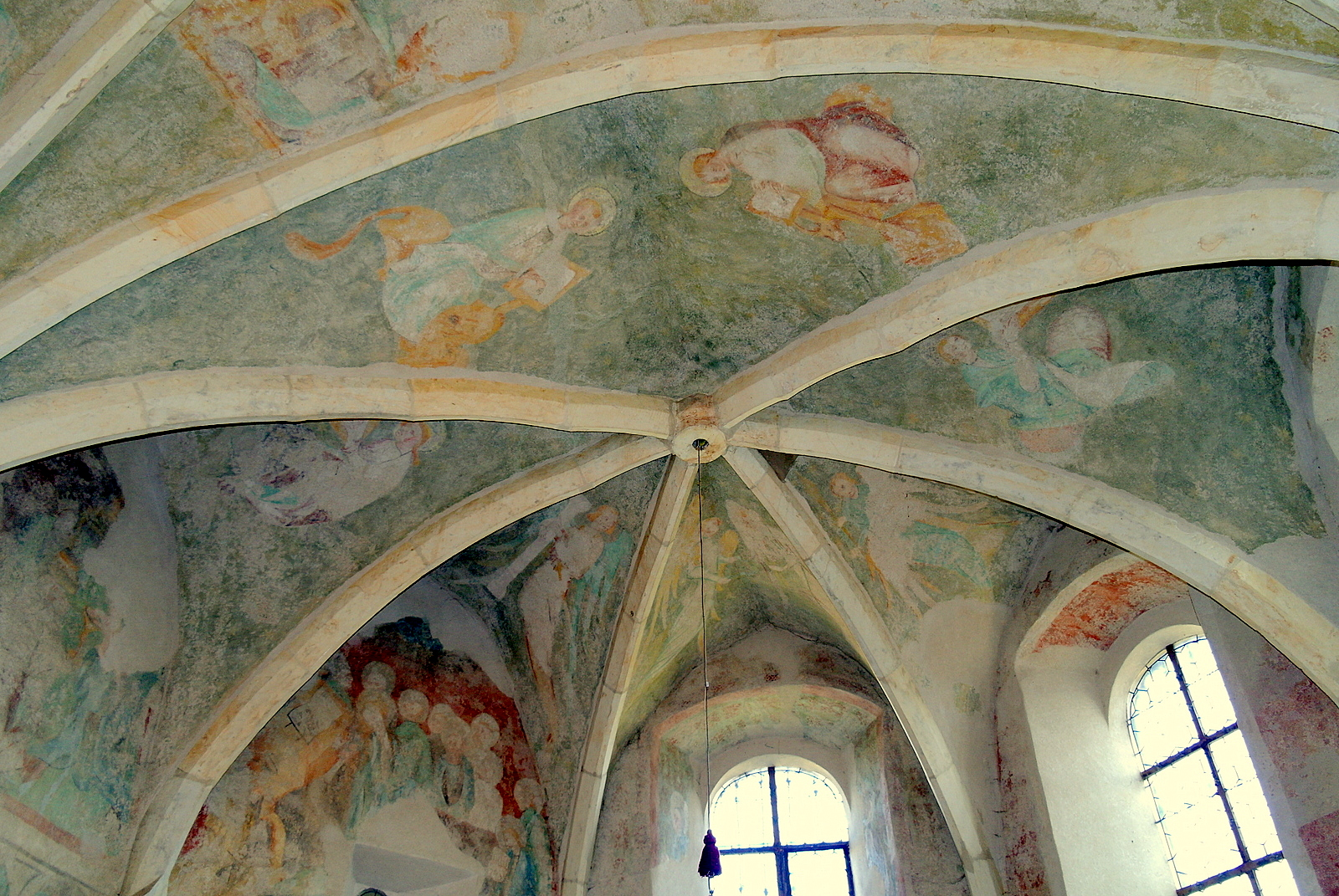
Klenba presbytáře
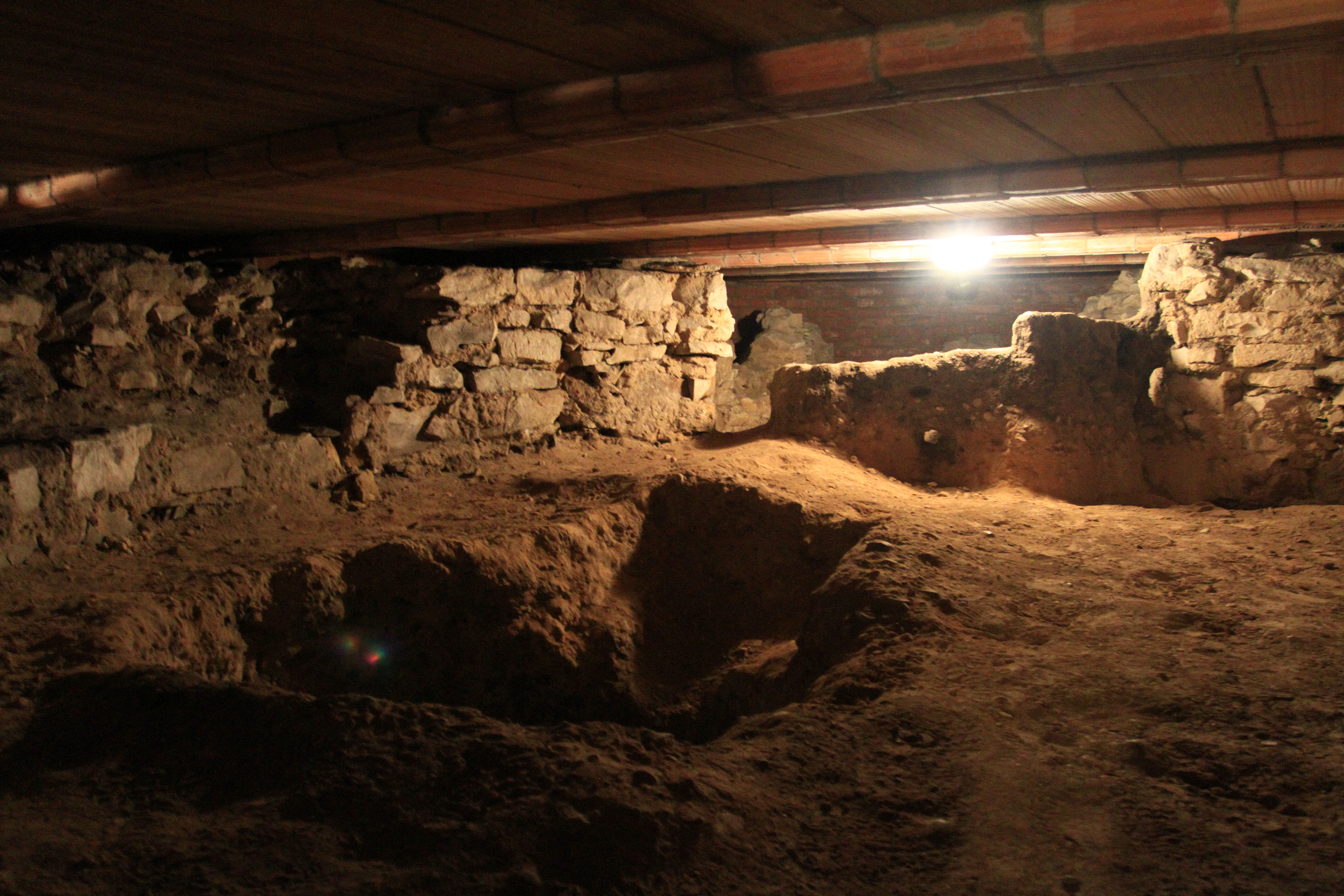
Zbytky rotundy pod podlahou kostela
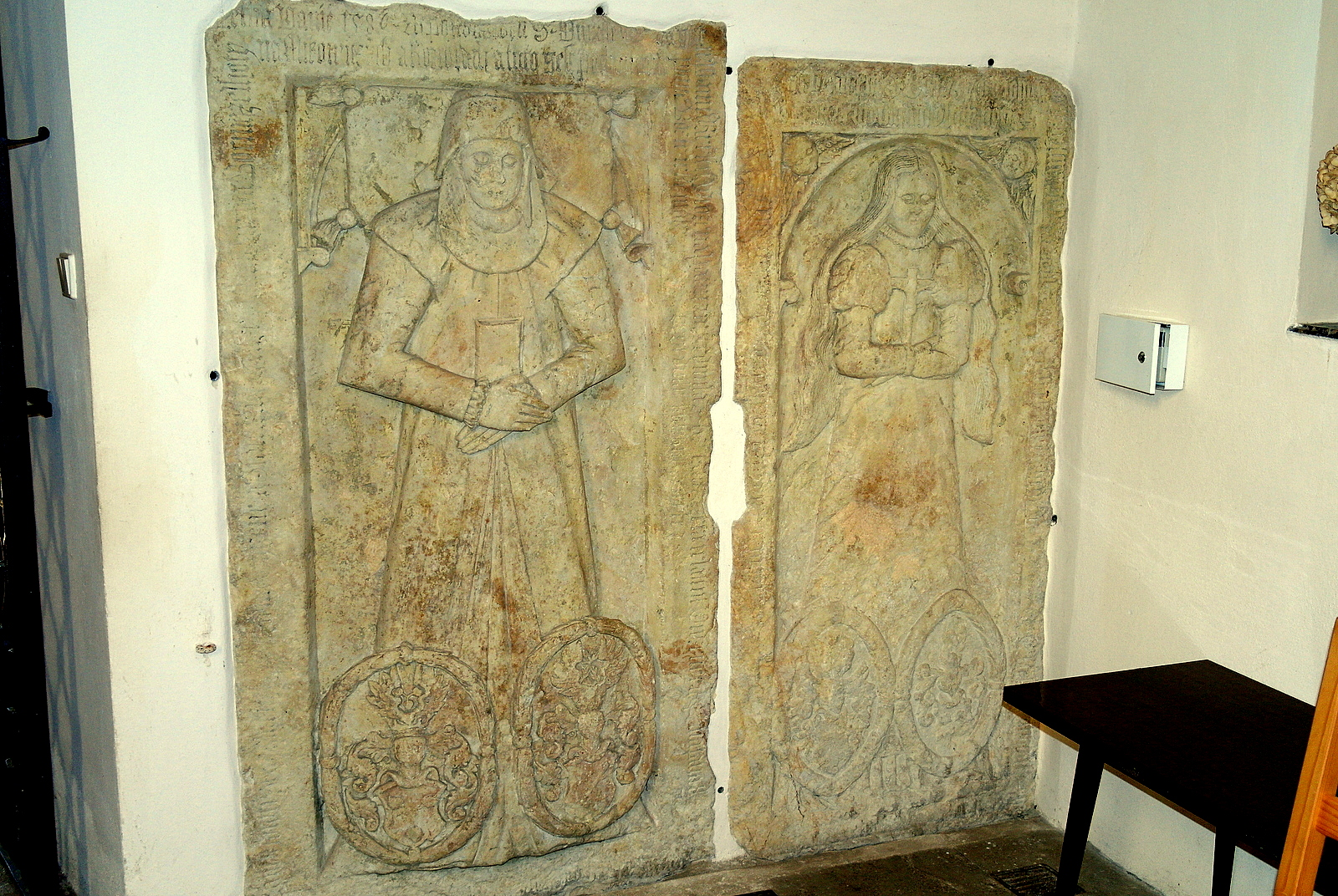
Náhrobníky manželek Davida Boryně ze Lhoty
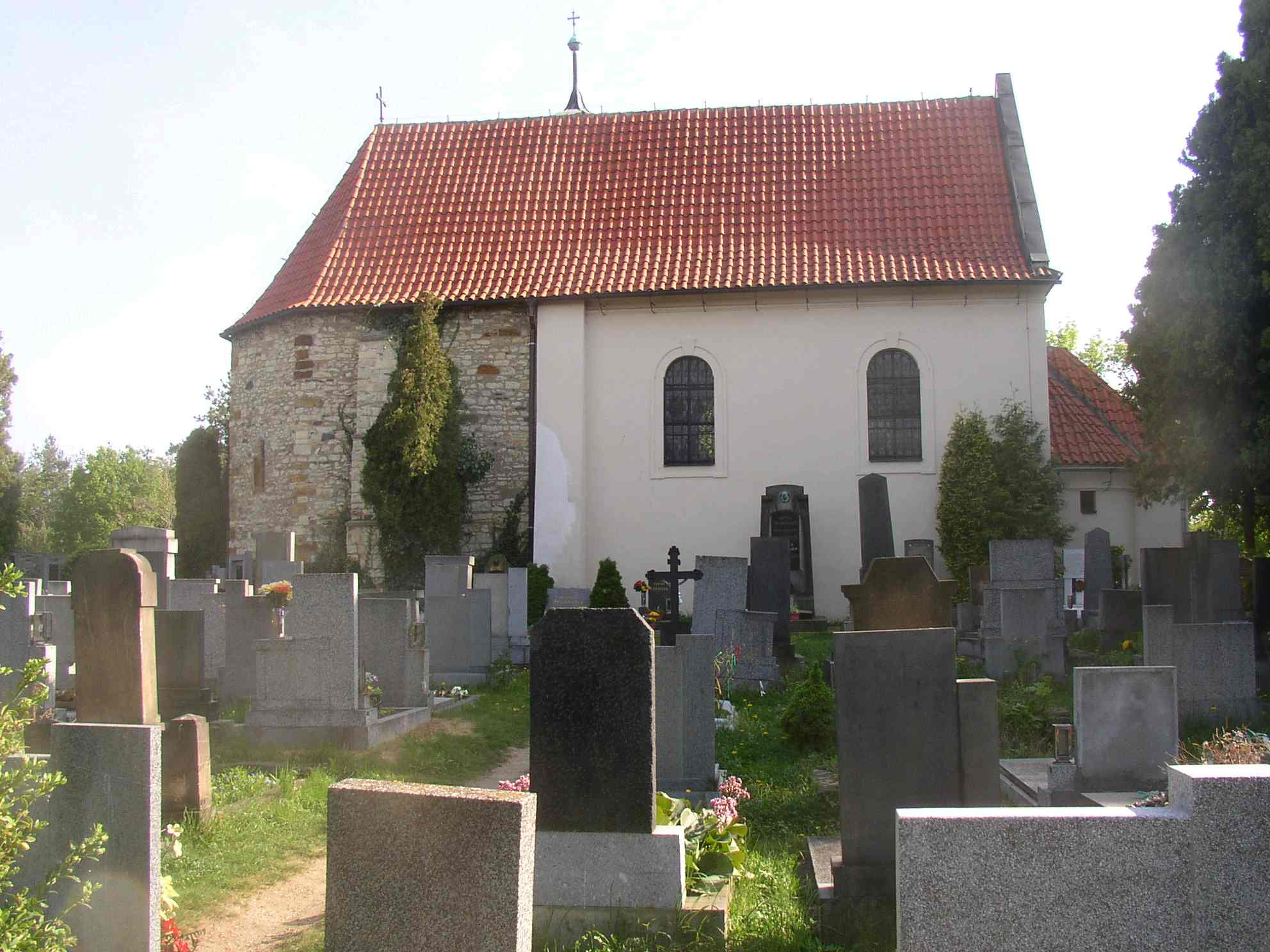
Kostel a hřbitov